# 증거능력
증거능력(證據能力)은 형사소송법상 증거가 엄격한 증명의 자료로 이용될 수 있는 법률상의 자격이다. 즉, 공소 범죄사실 등 주요사실을 인정하는 자료로 사용할 수 있는 법률상의 객관적인 자격을 의미한다. 반면 민사소송법에서는 유형물이 증거방법으로서 증거조사의 대상이 될 수 있는 자격을 말하는 것으로, 민사소송에서는 모든 증거방법은 원칙적으로 증거능력이 있다. 증거의 증거능력 유무는 법률에 따라서 판단된다. 증거능력이 없는 증거는 사실인정의 자료로서 인정받지 못하고, 공판정에서 증거로서의 제출도 불허된다. 이는 증거능력이 없는 증거에 대한 증거조사를 허용하면 법관의 심증형성에 부당한 영향을 줄 가능성이 있기 때문이다. 증거능력은 증거로서의 자격 유무, 즉 증거의 허용성에 관한 문제이므로, 증거의 실질적 가치를 의미하는 증명력과 구별된다. 따라서 임의성이 없는 자백, 반대신문권을 행사할 수 없는 전문증거, 당해 사건의 공소장 등은 증거능력이 없다고 인정된다.

## 위법수집증거의 증거능력
원고가 피고 회사의 직원을 매수하여 피고 회사의 문서를 복사해 오게 하거나, 비밀녹음한 테이프, 고문하여 진술받아 조서를 작성한 경우 등 위법한 방법으로 모집한 증거는, 증거능력이 문제된다. 형사소송에서는 위법수집증거배제법칙이 있어서 엄격하지만, 민사소송에서는 덜 엄격하다.

## 엄격한 증명
증거능력 있고 적법한 증거조사절차를 거친 증거에 의한 증명이다.

## 자유로운 증명
친고죄에 있어서의 고소의 존부는 소송법적 사실로서 자유로운 증명으로 족하다.

## 판례
- 증인신문시 피고인을 퇴정하게 한 이후 증인신문사항을 고지하여 주지 않았다 하더라도 피고인이 이의할 점이 없다고 진술하였다면, 책문권의 포기로서 예외적으로 증거능력이 인정될 수 있다.[2]
- 피고인과 별개의 범죄사실로 기소되어 병합심리중인 공동피고인은 피고인의 범죄사실에 관하여는 증인의 지위에 있다할 것이므로 선서없이 한 공동피고인의 법정진술이나 피고인이 증거로 함에 동의한 바 없는 공동피고인에 대한 피의자 신문조서는 피고인의 공소 범죄사실을 인정하는 증거로 할 수 없다.[3]
- 형사소송법 제57조 제1항은 공무원이 작성하는 서류에는 법률에 다른 규정이 없는 때에는 작성년월일과 소속공무소를 기재하고 서명날인하여야 한다고 규정하고 있는바, 그 서명날인은 공무원이 작성하는 서류에 관하여 그 기재 내용의 정확성과 완전성을 담보하는 것이므로 검사 작성의 피의자신문조서에 작성자인 검사의 서명날인이 되어 있지 아니한 경우 그 피의자신문조서는 공무원이 작성하는 서류로서의 요건을 갖추지 못한 것으로서 위 법규정에 위반되어 무효이고 따라서 이에 대하여 증거능력을 인정할 수 없다고 보아야 할 것이며, 그 피의자신문조서에 진술자인 피고인의 서명날인이 되어 있다거나, 피고인이 법정에서 그 피의자신문조서에 대하여 진정성립과 임의성을 인정하였다고 하여 달리 볼 것은 아니다[4]
- 구속적부심문조서는 형사소송법 제311조가 규정한 문서에는 해당하지 않으나, 특히 신용할 만한 정황에 의하여 작성된 문서로 특별한 사정이 없는 한, 피고인이 증거로 함에 부동의하더라도 제315조 제3호에 의하여 당연히 그 증거능력이 인정된다[5]

## 같이 보기
- 위법수집증거배제법칙
- 증명력